# Mîhailo Ohendovski
Mîhailo Ohendovski (în ucraineană Михайло Охендовський; n. 27 octombrie 1973, Dubăsari, RSS Moldovenească, URSS) este un avocat ucrainean care a deținut postul de președinte al Comisiei Electorale a Ucrainei în perioada 2013-2018. A fost demis din postură de Rada Supremă la 20 septembrie 2018.